# Palais municipal des sports de Pontevedra
Le Palais Municipal des Sports de Pontevedra est une salle couverte multisports de la ville de Pontevedra, en Espagne, d'une capacité de 4 000 personnes. Il est utilisé comme fief local par les équipes de handball Teucro et de futsal Leis, en plus de l'équipe de basket CB Ciudad de Pontevedra.

## Histoire
Le palais a été conçu par l'architecte Alejandro de la Sota en 1964. Les travaux de construction ont commencé en 1965. Il a été inauguré le 13 juillet 1968 par Juan Antonio Samaranch, délégué national de l'éducation physique et des sports. Un mois plus tard, lors des célébrations des festivités de la Vierge Pèlerine, on y a organisé un concert de Los Bravos, Los Silver Stones, Los Dobles et Karina avec Los Pekes. Le palais est devenu opérationnel en 1969. La première grande compétition organisée a été la Coupe latine de handball en mars 1969.
Depuis son inauguration, le palais des sports a accueilli des concerts et différents spectacles ainsi que d'importants événements sportifs tels que le championnat du monde de handball junior en 1987 ou la Coupe du Roi de handball en 2005.
En 2022, un projet d'amélioration financé par le Conseil supérieur des Sports a été présenté avec le remplacement du terrain de jeu, le pavage du périmètre du bâtiment, la rectification des rampes d'accès, ainsi que la rénovation du garde-corps extérieur et des afficheurs électroniques multisports de score et de temps. En outre, des panneaux solaires seront installés sur le toit afin de produire de l'énergie pour l'auto-approvisionnement.
Le palais retrouvera également le design original d'Alejandro de la Sota, en remplaçant la toiture ajoutée en 1986 par une autre similaire à celle conçue par l'architecte.

## Description
C'est un exemple remarquable de l'architecture espagnole contemporaine. De la Sota a conçu l'intérieur du bâtiment comme une boîte inondée de lumière, avec une structure élégante et délicate, qui permet de créer un effet d'apesanteur de la maille spatiale du toit. Celui-ci est soutenu par des corbeaux, équilibrés comme une balance. Il a une surface plane et translucide, comme une lucarne. La mairie de Pontevedra a commandé en 2016 la rénovation du toit du palais afin de retrouver l'aspect original de l'extérieur, qui avait été modifié en 1986.
Tout cet effet  était recouvert de panneaux minces, qui formaient le volume extérieur du bâtiment. La façade est constituée de grands panneaux préfabriqués en béton armé assemblés sur place avec une épaisseur minimale. Le bâtiment présente une grande subtilité dans la conception de la charpenterie et des petits éléments de construction tels que les rampes, les mains courantes et les parapets.
Le bâtiment a une structure en béton armé et quatre tours latérales avec des escaliers pour accéder à la partie supérieure. La façade en béton préfabriqué présente une finition caractéristique en petits galets.

## Galerie

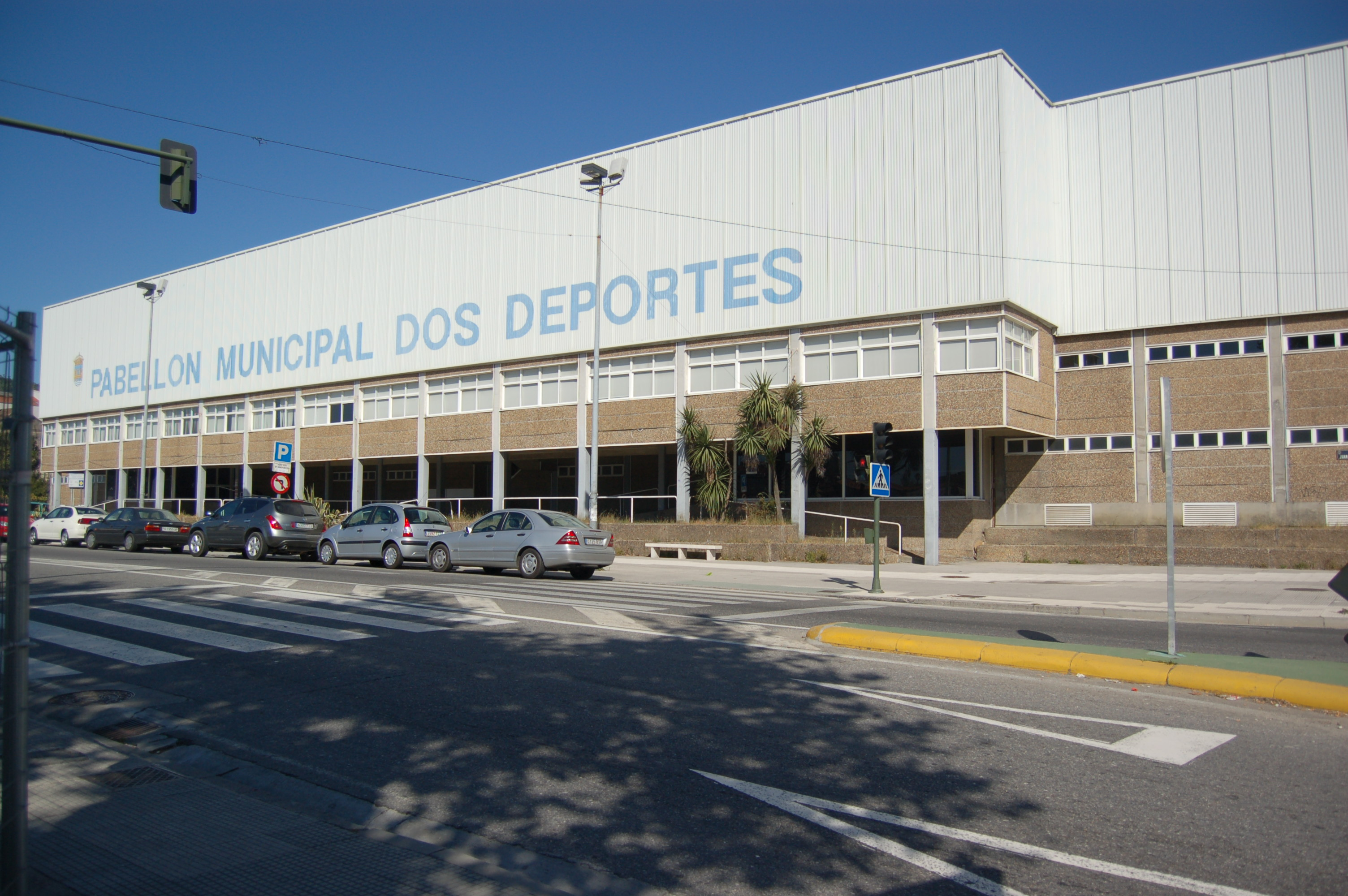
Façade
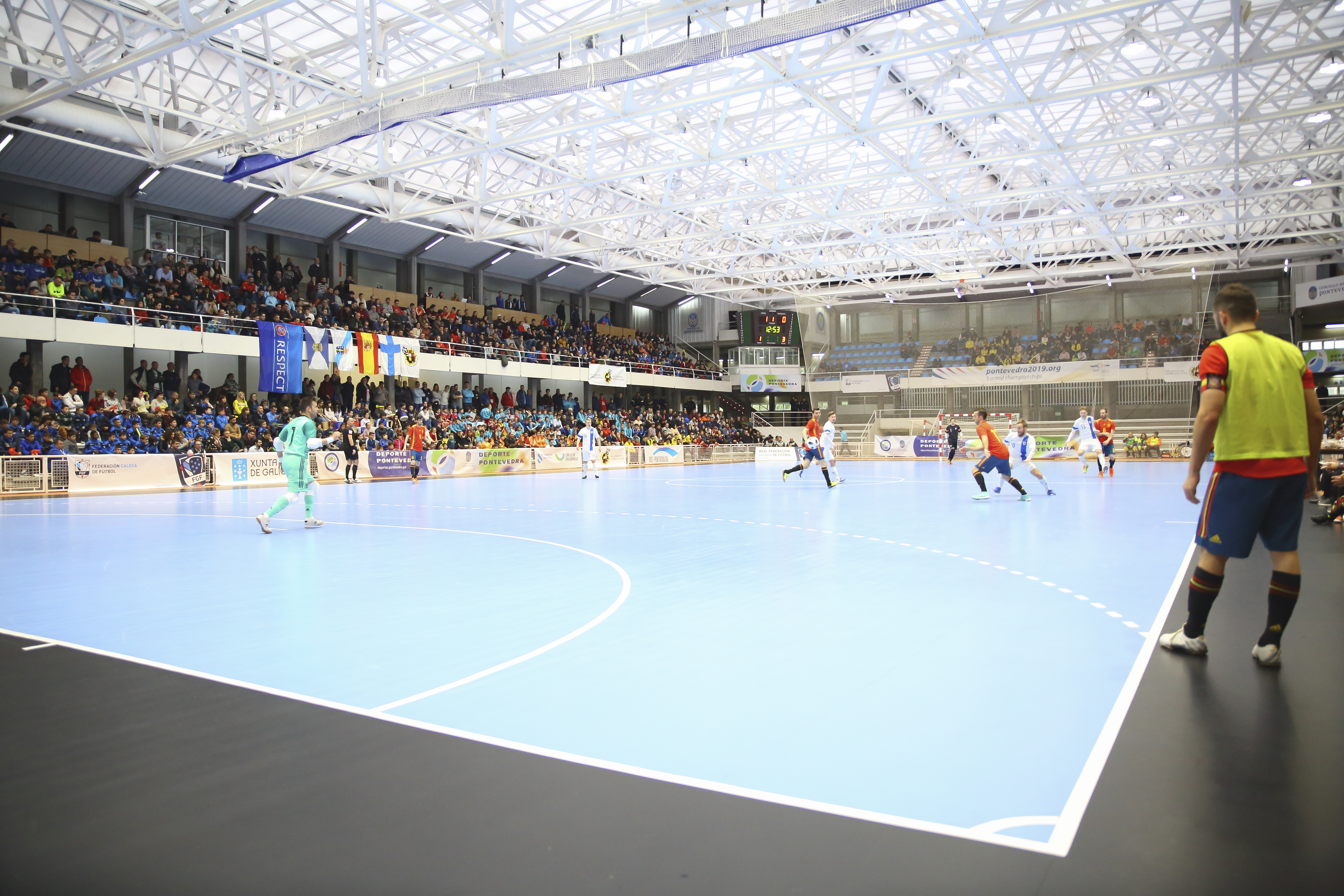
Nouvelle couverture translucide comme celle de 1968.
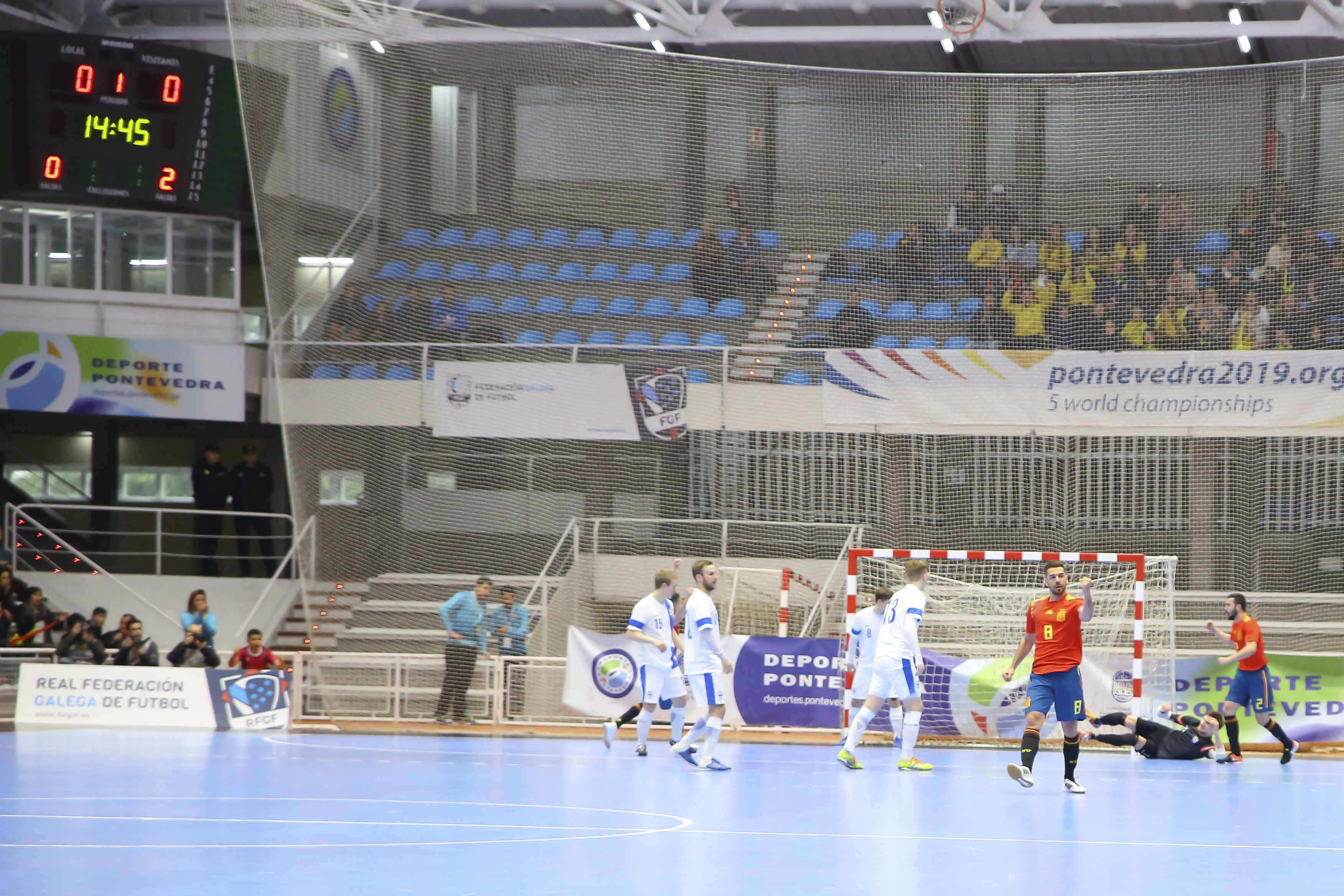
Intérieur du Pavillon en 2018.
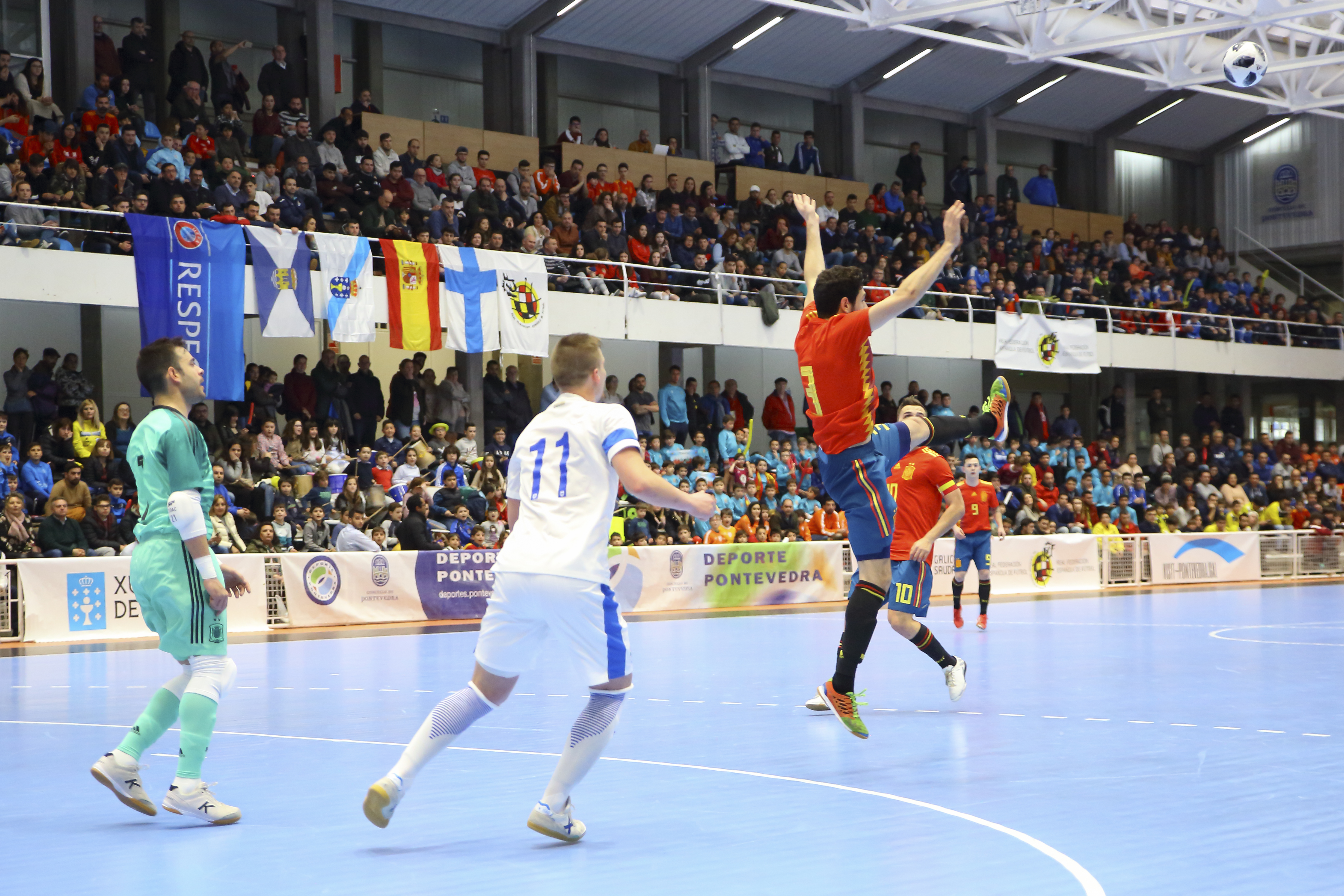
Match de futsal en 2018.
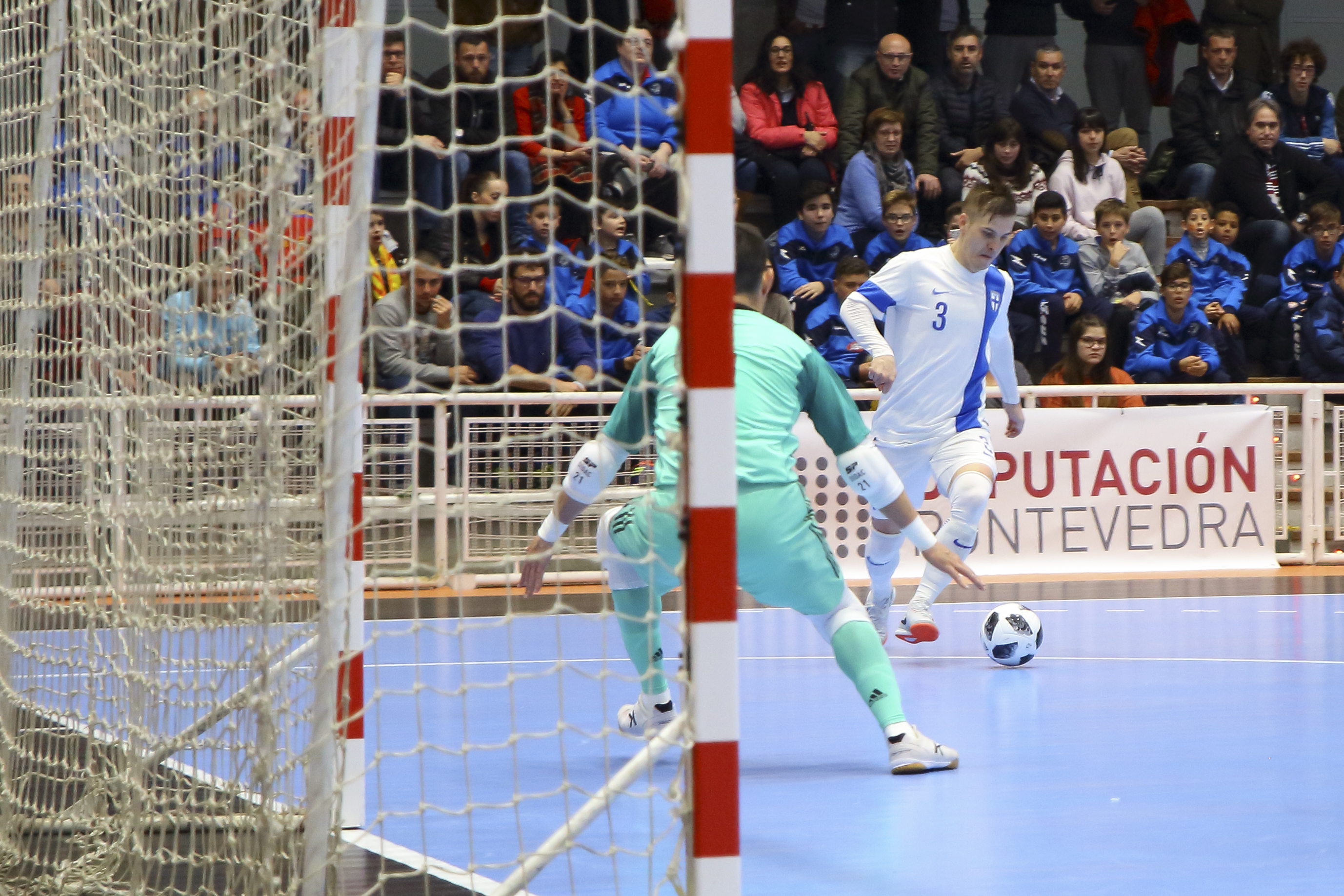
But